# Ликоды
Ликоды (лат. Lycodes) — род морских лучепёрых рыб семейства бельдюговых. Распространены от морей Арктики до Антарктики. Максимальная длина тела представителей разных видов варьирует от 12,4 до 96 см.

## Описание
Тело удлинённое, несколько сжато с боков, особенно в задней части; высота тела у начала анального плавника составляет 7—14 % общей длины тела.  Тело покрыто мелкой циклолидной чешуёй, вросшей в кожу; у некоторых видов чешуя отсутствует. Рот нижний, с мясистыми губами; верхняя челюсть выдаётся вперёд. Есть зубы на обеих челюстях, сошнике и нёбе. Характерной особенностью представителей рода является наличие подчелюстных гребней, которые являются более или менее выраженными хрящевыми расширениями на нижних челюстях, покрытыми кожей. Длинные спинной и анальный плавники сливаются с хвостовым плавником. Брюшные плавники отсутствуют или рудиментарные. Выделяют несколько типов расположения боковой линии: медиолатеральная, вентролатеральная, неполная двойная, полная двойная, неполная вентральная, полная вентральная. Основными видовыми диагностическими признаками считаются: тип боковой линии, развитие чешуйчатого покрова, характер окраски, число позвонков и лучей в плавниках, соотношение передней и задней частей тела, высота тела, длина грудного плавника.

## Биология
Морские, как правило, придонные рыбы. Икра мелкая, донная. Плодовитость низкая. В состав рациона входят донные ракообразные, полихеты, двустворчатые моллюски, иглокожие и рыбы (редко).

## Классификация
В состав рода включают 64 вида:
- Lycodes adolfi Nielsen & Fosså, 1993 — Ликод Адольфа[4]
- Lycodes akuugun Stevenson & Orr, 2006
- Lycodes albolineatus Andriashev, 1955 — Белолинейный ликод, или белополосый ликод[5]
- Lycodes albonotatus (Taranetz & Andriashev, 1934)
- Lycodes bathybius Schmidt, 1950 — Глубоководный ликод[5][6]
- Lycodes beringi Andriashev, 1935 — Берингийский ликод[6]
- Lycodes brevipes Bean, 1890 — Коротконогий ликод[5]
- Lycodes brunneofasciatus Suvorov, 1935 — Бурополосый ликод[5][7]
- Lycodes caudimaculatus Matsubara, 1936 — Узорчатохвостый ликод

- Lycodes concolor Gill & Townsend, 1897 — Одноцветный ликод[5][8][7]
- Lycodes cortezianus (Gilbert, 1890)
- Lycodes diapterus Gilbert, 1892 — Двупёрый ликод, или двукрылый ликод[5]
- Lycodes esmarkii Collett, 1875 — Ликод Эсмарка, или узорчатый ликод[1][9][10]

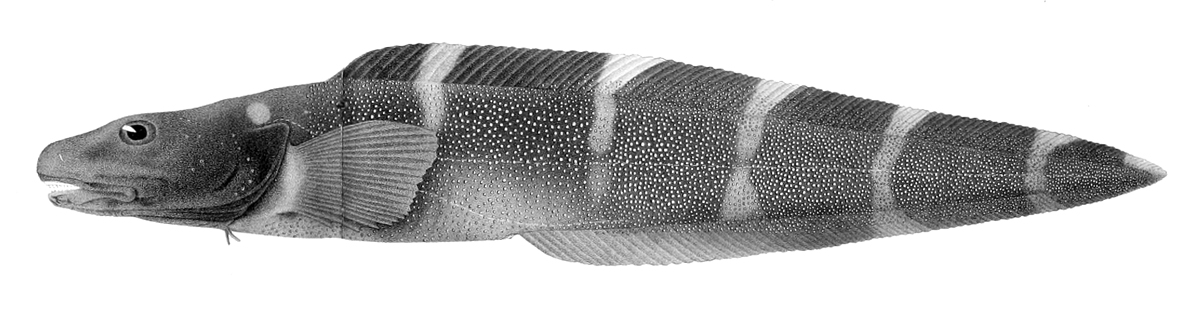
Lycodes esmarkii

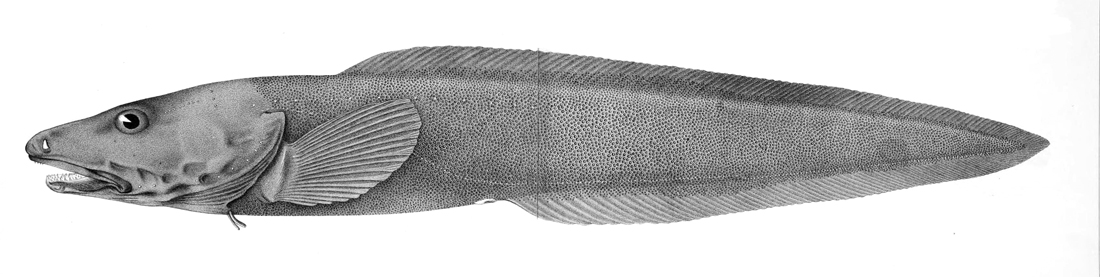
Lycodes frigidus

- Lycodes eudipleurostictus  Jensen, 1902
- Lycodes fasciatus  (Schmidt, 1904) — Полосатый ликод[5][10]
- Lycodes frigidus  Collett, 1879 — Абиссальный ликод[11]
- Lycodes fulvus  Toyoshima, 1985 — Жёлтый ликод[5][11]
- Lycodes gracilis Sars, 1867 — Тонкий ликод[11]
- Lycodes heinemanni  Soldatov, 1916 — Ликод Гейнемана[12]
- Lycodes hubbsi  Matsubara, 1955 — Ликод Хаббса[5][12]
- Lycodes japonicus  Matsubara & Iwai, 1951 — Японский ликод[12]
- Lycodes jenseni  Taranetz & Andriashev, 1935 — Ликод Йенсена[5][13]
- Lycodes jugoricus  Knipowitsch, 1906 — Югорский ликод[13]
- Lycodes lavalaei  Vladykov & Tremblay, 1936
- Lycodes luetkenii  Collett, 1880 — Ликод Люткена[13]
- Lycodes macrochir  Schmidt, 1937 — Длиннопёрый ликод[5][14]
- Lycodes macrolepis  Taranetz & Andriashev, 1935 — Крупночешуйный ликод[14]
- Lycodes marisalbi  Knipowitsch, 1906 — Беломорский ликод[14]
- Lycodes matsubarai  Toyoshima, 1985 — Ликод Мацубары[5][14]
- Lycodes mcallisteri  Møller, 2001
- Lycodes microlepidotus  Schmidt, 1950 — Мелкочешуйный ликод[15]
- Lycodes microporus  Toyoshima, 1983 — Узкотелый ликод[15]
- Lycodes mucosus  Richardson, 1855 — Слизистый ликод, или розовый ликод[5][16]
- Lycodes nakamurae  (Tanaka, 1914) — Ликод Накамуры[17][16]
- Lycodes nishimurai  Shinohara & Shirai, 2005 — Ликод Нишимуры[16]
- Lycodes obscurus  Toyoshima, 1985 — Тёмный ликод[17]
- Lycodes ocellatus  Toyoshima, 1985
- Lycodes paamiuti  Møller, 2001
- Lycodes pacificus  Collett, 1879
- Lycodes palearis  Gilbert, 1896 — Гребенчатый ликод[17][18]
- Lycodes pallidus  Collett, 1879 — Бледный ликод[18]
- Lycodes paucilepidotus  Toyoshima, 1985 — Малочешуйный ликод[17][19]
- Lycodes pectoralis  Toyoshima, 1985 — Малоголовый ликод[19]
- Lycodes polaris  (Sabine, 1824) — Полярный ликод[17][20][19]
- Lycodes raridens  Taranetz & Andriashev, 1937 — Редкозубый ликод[21]
- Lycodes reticulatus  Reinhardt, 1835 — Сетчатый ликод[21]
- Lycodes rossi  Malmgren, 1865 — Ликод Росса[22]
- Lycodes sadoensis  Toyoshima & Honma, 1980
- Lycodes sagittarius  McAllister, 1976 — Ликод-лучник[22]
- Lycodes schmidti  Gratzianov, 1907
- Lycodes semenovi  Popov, 1931 — Ликод Семёнова[22]
- Lycodes seminudus  Reinhardt, 1837 — Полуголый ликод[23]}
- Lycodes sigmatoides  Lindberg & Krasyukova, 1975 — Сигматоидный ликод, или S-образнопятнистый ликод[17][23]
- Lycodes soldatovi  Taranetz & Andriashev, 1935 — Ликод Солдатова[17][24][25]
- Lycodes squamiventer  Jensen, 1904 — Чешуебрюхий ликод[25]
- Lycodes tanakae  Jordan & Thompson, 1914 — Ликод Танаки[17][25]
- Lycodes teraoi  Katayama, 1943
- Lycodes terraenovae Collett, 1896
- Lycodes toyamensis  (Katayama, 1941)
- Lycodes turneri  Bean, 1879 — Эстуарный ликод, или ликод Тэрнера[17][26]
- Lycodes uschakovi  Popov, 1931 — Ликод Ушакова[17][26]
- Lycodes vahlii  Reinhardt, 1831
- Lycodes yamatoi  Toyoshima, 1985
- Lycodes ygreknotatus  Schmidt, 1950 — Игрековый ликод[17][26]

## Эволюция и филогения
В пределах рода выделяют две группы видов. Так называемая группа «короткохвостых ликодов» включает виды, обитающие на глубине 0—1200 м, адаптированы к мелководным участкам арктической зоны. Виды в группе характеризуются короткой хвостовой частью тела и имеют одиночную медиалатеральную боковую линию. Филогенетический анализ подтвердил монофилию данной группы видов. Вторая, так называемая группа «длиннохвостых ликодов», является парафилетической. Характеризуется относительно длинной хвостовой частью тела и несколькими типами боковой линии. Группы также различаются по строению отолитов.  Между представителями видов из Атлантики и Тихого океана обнаружены лишь небольшие генетические различия. Базальное положение данной группы по отношению к короткохвостым видам подтверждает тихоокеанское происхождение рода и семейства, а также недавнее расхождение арктических и атлантических видов после появления Берингова пролива 3—3,5 млн лет назад.